# فيسيلينوفي (ميكولاييفسكا)
فيسيلينوفي (Веселинове) هي مدينة في مقاطعة ميكولاييفسكا في أوكرانيا.
يبلغ عدد سكانها حوالي 6,924 نسمة.